# Miksicus kangeanica
Miksicus kangeanica är en skalbaggsart som beskrevs av Miksic 1965. Miksicus kangeanica ingår i släktet Miksicus och familjen Cetoniidae. Inga underarter finns listade i Catalogue of Life.